# Andó Gyurka Ferenc
Andó Gyurka Ferenc (Baglyasalja, 1907. március 22. – ?, 1989. június 8.) bányász, Tatabánya város első polgármestere.

## Élete és politikai pályafutása
Andó Gyurka Ferenc 1907. március 22-én született Baglyasalján, egy kilencgyermekes bányászcsaládba Andó Gyurka István és Soós Erzsébet gyermekeként. Egy testvére meghalt; öten voltak fiúk, hárman lányok. Tizenhat éves korában már bányában dolgozott; 1930-ban Franciaországban is próbált munkát találni. 1939-ben költözött Tatabányára a családjával, amikor a síkvölgyi aknán alkalmazták vájárként. 1941-től az akna bányászai bizalminak választották. A második világháború éveiben Golub Rudolffal, Nedermann Ferenccel, Bödecs Gáborral, Neuschl Lászlóval együtt dolgozott a bányászszakszervezetben.
Amikor 1945. január 24-én a német csapatok visszafoglalták lakóhelyét, Felsőgallát, a kivonuló szovjet csapatokkal tartott, mert a nyilasok ki akarták végezni, ezért 16 bányász társával belépett a Vörös Hadseregbe. Pest után Debrecenbe került, nevelőtisztes lett.
Július 6-án leszerelt; hazatérése után segített a termelés újraindításában. A négy község (Alsógalla, Felsőgalla, Bánhida, Tatabánya) várossá egyesítésekor, 1947-ben az új város polgármesterének „közfelkiáltással” választották meg. („Őszintén mondom, féltem ettől: nekem négy osztályom volt, ugye ez meg komoly hivatal” – emlékezett vissza. 47 évesen végezte el az általános iskola 5–6. osztályát.)
1947. október 18. – 1950. augusztus 17. között polgármester. A négy bányaközséget Felsőgalla-Óváros központtal ekkor próbálta egységes településsé kovácsolni (csatornahálózat, járda, buszjárat, vágóhíd). Andó Gyurka Ferenc tisztában volt alacsony iskolai végzettségéből adódó korlátaival. Amikor az ötvenes évek elején elküldték egy hat hónapos tanfolyamra, ott akarták beléverni a jogszabályokat a XVII. századtól; már az is nehéz volt számára.
1950. augusztus 15. – 1954. január 30. közt tanácselnök. Ebben az időben lett Tatabánya Komárom megye székhelye, ekkor épült fel Tatabánya-Újváros.
A szívlapátot bírta, de az egyre terebélyesedő város gondjait, a tanulást már kevésbé. Így 1954-ben, amikor ismét iskolára akarták küldeni, sértődés és érzékenykedés nélkül lemondott. „Elmegyek én innen. Ahonnan jöttem: a bányába.” Ekkor nem nyugdíjazták, hanem olyan állásba tették – a KÓTA-hoz került –, amihez nem értett, ezért visszament a bányába vájárnak, visszatért a síkvölgyi aknába dolgozni; onnan ment nyugdíjba 1962-ben. 1957–1967 között munkásőr, Tatabánya I/3-as körzetében végzett politikai munkát.
A várossá válás 25. évfordulóján – 1972-ben – a Népházban Fock Jenő kormányfő részvételével ünnepséget tartottak; itt Szocialista Hazáért kitüntetést kapott.

## Politikai szerepe
Tatabányán politikai szerepét ellentmondásosan ítélik meg, a városért végzett munkájáért szobrot szerettek volna állítani neki vagy teret elnevezni róla , de a Rákosi-korszakban betöltött szerepe miatt sokan bírálták, ezért ez nem valósult meg, mondván:
A kékcédulás választási csalás helyi előkészítője volt, akkor „választották” Tatabánya vezetőjévé, amikor ott közmunkatábort létesítettek a politikai elítéltek számára. A Dolgozók Lapja így ír 1948. október 17-i számában: „munkánk eredményes lesz, mert olyan párt irányítja munkánkat, amelyet marxi–lenini szellem irányít, és amelyiknek olyan vezetője van – Andó Gyurka Ferenc –, mint Rákosi elvtárs.”